# Allocosa venezuelica
Allocosa venezuelica là một loài nhện trong họ wolfspinnen (Lycosidae).
Loài này thuộc chi Allocosa. Allocosa venezuelica được Lodovico di Caporiacco miêu tả năm 1955.